# Jindřich V. (film, 1944)
Jindřich V. je britská filmová adaptace Shakespearovy hry Jindřich V. Adaptaci hry připravili Lawrence Olivier, Dallas Bower, a Alan Dent. Olivier představuje Jindřicha V. a zároveň film režíroval.
Film byl natočen na konci druhé světové války s úmyslem posílit morálku Británie.